# Гафаров, Марат Ильдарович
Марат Ильдарович Гафаров (род. 11 августа 1987) — российский хоккеист (хоккей на траве), вратарь казанского «Динамо — Ак Барса».

## Биография
Марат Гафаров родился 11 августа 1987 года.
Учился в Поволжской государственной академии физической культуры, спорта и туризма в Казани.
В детстве занимался греблей на байдарках, тхэквондо, футболом, хоккеем с шайбой. По предложению тренера Шамиля Гафиатуллина попробовал сыграть в хоккей на траве. Благодаря хорошей растяжке и крупному телосложению занял позицию вратаря. 
Честно говоря, когда на меня посмотрел тренер, он сказал, что я покрупнее и смогу носить всё это тяжёлое обмундирование… Так я и стал вратарём.
Кроме того, на решение стать вратарём повлияла книга хоккейного голкипера Владислава Третьяка, которую прочитал Гафаров. Обучался в республиканской спортивной школе «Динамо». Выступал за юношескую и молодёжную сборные Татарстана.
С 2006 года играет за казанское «Динамо — Ак Барс». В его составе 15 раз становился чемпионом России (2006—2008, 2010—2020), один раз — серебряным призёром (2009). В 2021 году стал обладателем Суперкубка России. В 2007 году стал победителем дивизиона «B» Кубка чемпионов.
В 2013 году в составе студенческой сборной России завоевал золотую медаль хоккейного турнира летней Универсиады в Казани и был признан лучшим вратарём. Главный тренер сборной России Араик Маргарян назвал Гафарова лучшим игроком соревнований.
Выступает за сборную России, в составе которой дебютировал в 18-летнем возрасте. Со временем стал основным голкипером национальной команды.
Самым неудобным для себя соперником называл нападающего Александра Платонова из «Динамо-Электростали».
Мастер спорта России международного класса.

## Семья
Жена Лидия, сын Кирам (род. 2014).